# Ulf Hartmann

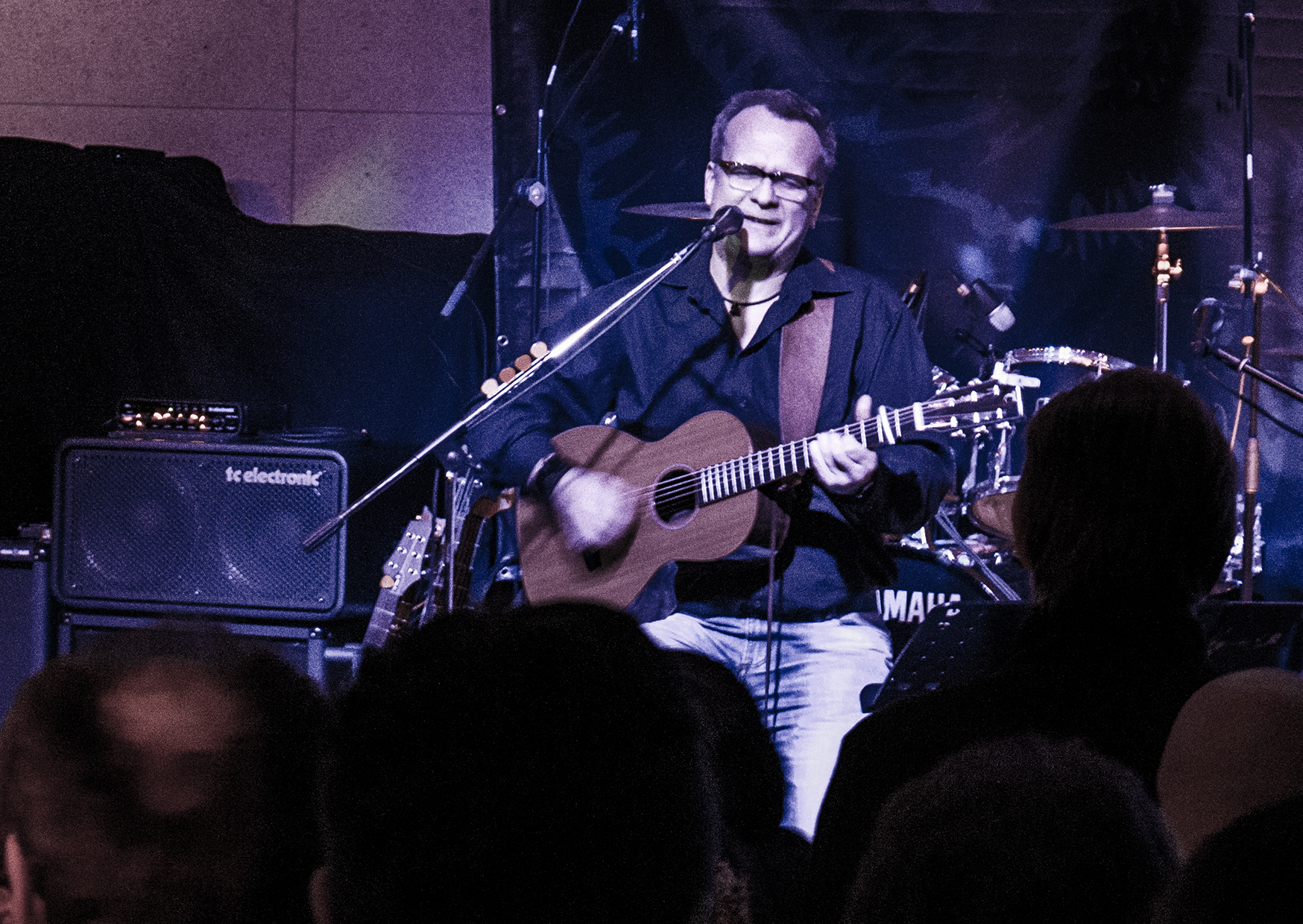
Ulf Hartmann bei einem seiner Konzerte

Ulf Hartmann (* 14. August 1970 in Bonn) ist ein deutscher Singer-Songwriter. Er lebt in Braunschweig.

## Karriere
Seit 2011 arbeitet Hartmann als professioneller Musiker. Seitdem hat er deutschlandweit mehr als 500 Konzerte vor allem in Klubs und auf Festivals gegeben. Hartmann ist seit 2012 bei Timezone unter Vertrag. Im selben Jahr veröffentlichte er sein erstes Soloalbum „Schokolade“.

## Kritiken
- Die Salzgitter-Zeitung schreibt, dass Ulf Hartmanns Musik „so viel besser ist als all der Mainstream, den man tagtäglich in den Charts und im Radio serviert bekommt.“[1]
- Die Neue Osnabrücker Zeitung beschreibt das Zusammenspiel von Stimme und Gitarre auf einem seiner Konzerte so: „Fein ziseliert, mal melancholisch, mal rhythmusbetont begleitete er seine Stimme, die schön melodisch flockig-poetische Texte formulierte.“[2]
- Andreas Hähle von deutsche-mugge.de meint über sein Debütalbum: „Ich empfehle diese CD schlechthin und empfehle Euch Ulf Hartmann an. Nehmt Euch Zeit für ihn. […] Nie wirkt Ulf Hartmann lächerlich. Nie macht er sich lustig. Er betrachtet, sinniert, genießt und erzählt uns dann das Erfahrene mit hoher Musikalität und emotionaler Intelligenz.“[3]

## Diskografie
- 2012: Schokolade (Album)
- 2013: Aufgelegt. Songkultur (Sampler; vertreten mit Parkbank)
- 2013: Aufgelegt. Maiwoche 2013 (Sampler; vertreten mit Kalifornien im Kopf)